# Clément Tabur
Clément Tabur (* 24. Januar 2000 in Reims) ist ein französischer Tennisspieler.

## Karriere
Tabur spielte auf der ITF Junior Tour recht erfolgreich Turniere, auf der er bis Ende 2018 spielberechtigt war. Seine größten Erfolge feierte er dabei im Doppel. 2018 spielte er bei allen Grand-Slam-Turnieren der Junioren und erreichte mit seinem Doppelpartner Hugo Gaston das Viertelfinale von Wimbledon, das Halbfinale bei den French Open sowie das Finale der Australian Open. Im Finale von Melbourne setzten sie sich glatt mit 6:2, 6:2 Rudi Molleker und Henri Squire durch. In der Junior-Weltrangliste erreichte Tabur damit im Mai mit Platz 10 seine höchste Platzierung.
Tabur spielte ab 2017 auch gelegentlich Turniere bei den Profis, dabei hauptsächlich auf der drittklassigen ITF Future Tour zunächst ohne dabei Erfolge erzielen zu können. Im Doppel gewann er bis 2018 zwei Futures. In der Weltrangliste war er Ende 2017 erstmals notiert. 2018 bekam Tabur mit seinem Doppelpartner Gaston eine Wildcard für die Doppelkonkurrenz der French Open 2018. Bei ihrer Grand-Slam-Premiere verloren sie zum Auftakt gegen Julio Peralta und Horacio Zeballos mit 2:6, 2:6 – eine Woche vor ihrem Triumph bei der Juniorenausgabe. Mit Rang 641 erreichte Tabur im August eine neue Bestplatzierung im Doppel, während er im Einzel noch außerhalb der Top 1000 notiert wird.

## Erfolge
| Legende (Anzahl der Siege) |
| Grand Slam                 |
| ATP Finals                 |
| ATP Tour Masters 1000      |
| ATP Tour 500               |
| ATP Tour 250               |
| ATP Challenger Tour (1)    |

### Doppel

#### Turniersiege
| Nr. | Datum        | Turnier | Belag | Partner    | Finalgegner                       | Ergebnis  |
| --- | ------------ | ------- | ----- | ---------- | --------------------------------- | --------- |
| 1.  | 2. März 2024 | Kigali  | Sand  | Max Houkes | Pruchya Isaro Christopher Rungkat | 6:3, 7:64 |